# Scott McCloud
Scott McCloud (Boston, 10 juni 1960) is een Amerikaanse stripmaker en media theoreticus. Hij is voornamelijk bekend om zijn strip Understanding Comics.

## Carrière
Na het behalen van een bachelor in de kunsten, Scott McCloud creëerde de strip [Zot!]. Het werd gepubliceerd door Eclipse Comics van 1984 tot 1990. Hij heeft onder andere Understanding Comics (1993), Reinventing Comics (2000) en Making Comics (2006) geschreven.